# Wybory parlamentarne w Zimbabwe w 2008 roku
Wybory parlamentarne w Zimbabwe w 2008 roku odbyły się 29 marca. Kandydaci ubiegali się o miejsca w obu izbach parlamentu Zimbabwe – Izbie Zgromadzenia oraz Senacie. Według wstępnych wyników zwycięstwo odniosła opozycyjna koalicja z Ruchem na rzecz Zmian Demokratycznych na czele, jednak nie uzyskała absolutnej większości.
Tego samego dnia przeprowadzone zostały wybory prezydenckie i samorządowe.

## Okoliczności wyborów
Robert Mugabe sprawuje rządy w Zimbabwe od 1980 roku. Jest odpowiedzialny za doprowadzenie kraju do stanu największego w historii kryzysu gospodarczego. Jego rządy określane są mianem półdyktatorskich, zapowiedział jednak swoją gotowość do ustąpienia z urzędu w razie porażki. Zarówno opozycja, jak i obserwatorzy Unii Afrykańskiej stwierdzili, że w czasie wyborów doszło do fałszerstw.
O ogłoszenie oficjalnych wyników zaapelowali przedstawiciele siedmiu państw Unii Europejskiej. Podobny apel wystosował rzecznik Białego Domu. 24 kwietnia przedstawiciele Departamentu Stanu USA poinformowali, że według ich danych zdecydowane zwycięstwo odniosła opozycja.

## Wyniki
Po ponownym przeliczeniu głosów w 23 okręgach wyborczych komisja wyborcza ogłosiła, że większość w parlamencie zdobył opozycyjny Ruch na rzecz Zmian Demokratycznych 110 na 209 miejsc w parlamencie.